# Bauhofstraße (Wismar)

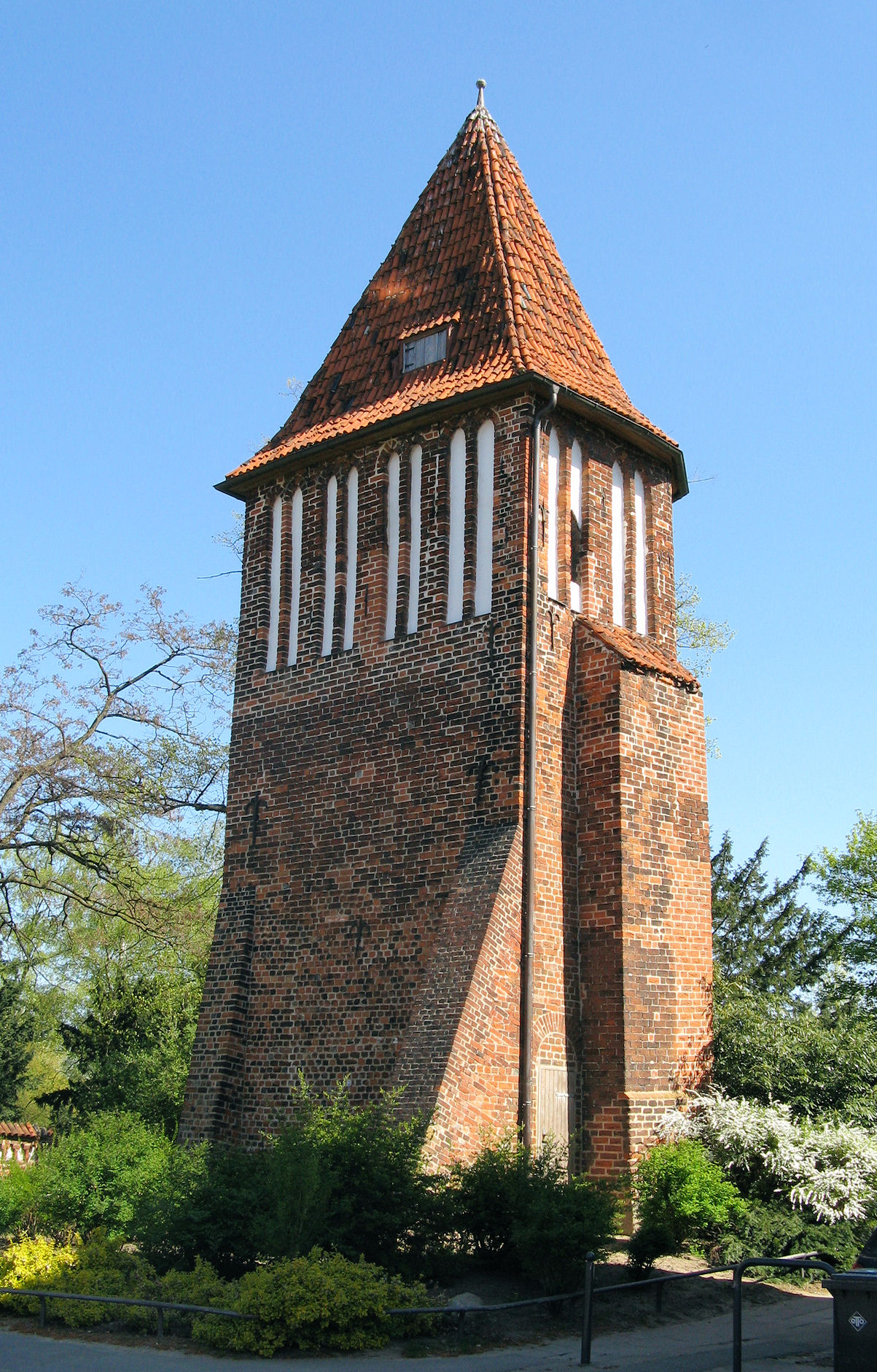
Alter Wasserturm

Die historische Bauhofstraße befindet sich in Wismar am Rand der Altstadt, die wie der Alte Hafen unter dem besonderen Schutz der UNESCO steht, nachdem Wismar 2002 in die Welterbeliste aufgenommen wurde.
Sie führt in Süd-Nord-Richtung von der Dr.-Leber-Straße / Turmstraße / Altwismarstraße / Rostocker Straße bis zur Mühlenstraße und Bahnhofstraße zum Bahnhof Wismar. Sie ist Teil des äußeren Straßenringes um die Altstadt mit den weiteren Straßen Dr.-Leber-Straße, Dahlmannstraße, Ulmenstraße, Am Hafen, Wasserstraße und Bahnhofstraße.

## Nebenstraßen

Wismar zur Zeit der Hanse

Die Nebenstraßen und Anschlussstraßen wurden benannt als Dr.-Leber-Straße nach dem Politiker und Reichstagsabgeordneten (SPD) Julius Leber (1891–1945), Turmstraße seit 1894 nach einem mittelalterlichen Wachturm an der Ecke zur Großschmiedestraße (früher hieß die Straße Hinter der Mauer), Altwismarstraße nach dem 1868 abgerissenen Altwismartor, Rostocker Straße nach der Hansestadt Rostock zu der sie führt, Gerberstraße nach dem Handwerk der Gerber oder Lederer, Weberstraße seit 1273 nach dem Handwerk, Mühlenstraße seit 1272 nach der seit 1371 städtischen Grubenmühle und Bahnhofstraße.

## Geschichte

### Name
Die Straße umfasst verschiedene Abschnitte: Hinter dem Bauhof mit dem ehem. Bauhof und Hinter dem Herrenstalle. Im 13. Jahrhundert wurde der Stall für die Pferde der Ratsherren erwähnt, der beim Altwismarthor stand und bis zum Ende des 18. Jahrhunderts städtisches Eigentum war. 1876 wurden diese Straßen neu ausgebaut und sie erhielten den zusammenfassenden Namen Bauhofstraße.

### Entwicklung

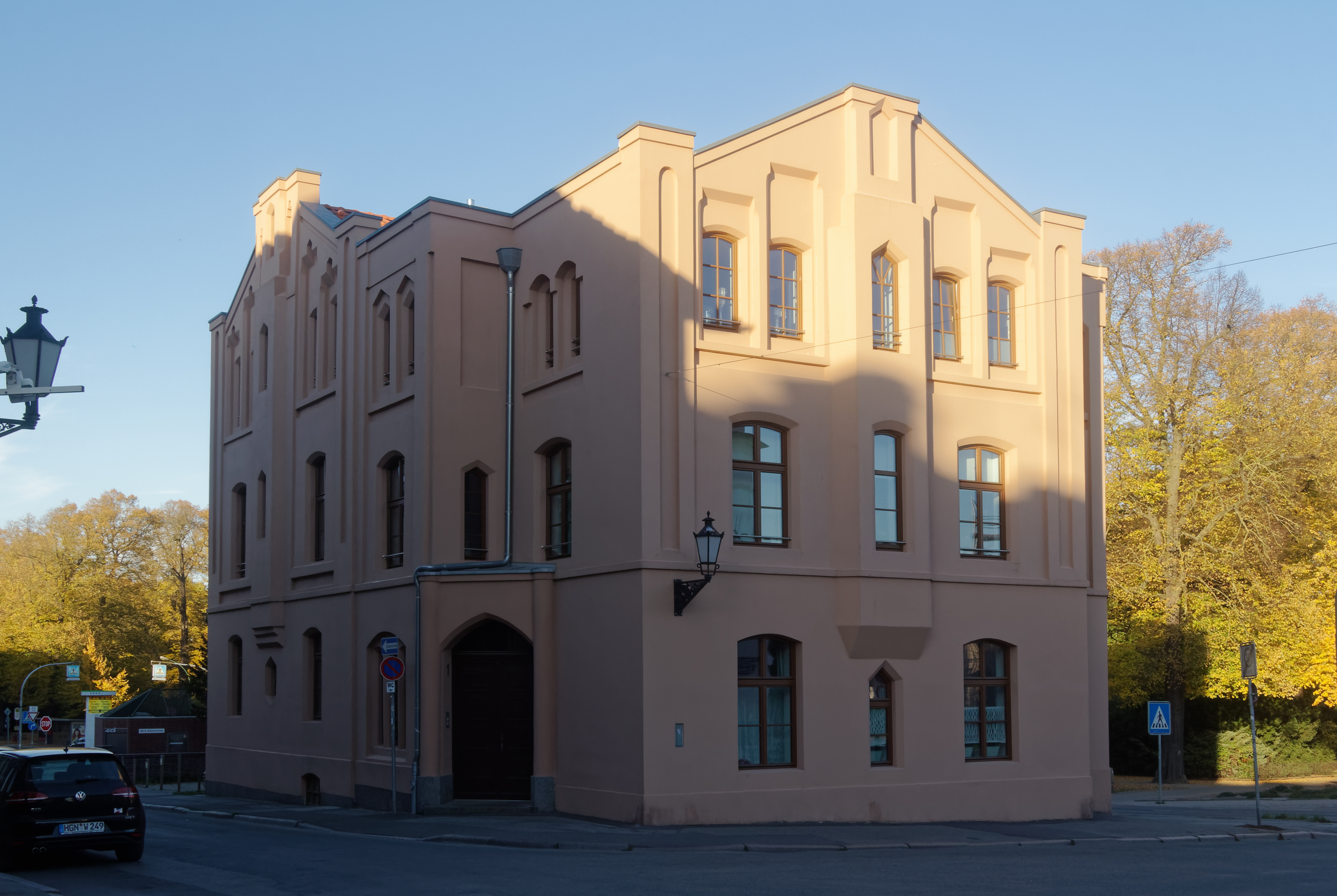
Nr. 1

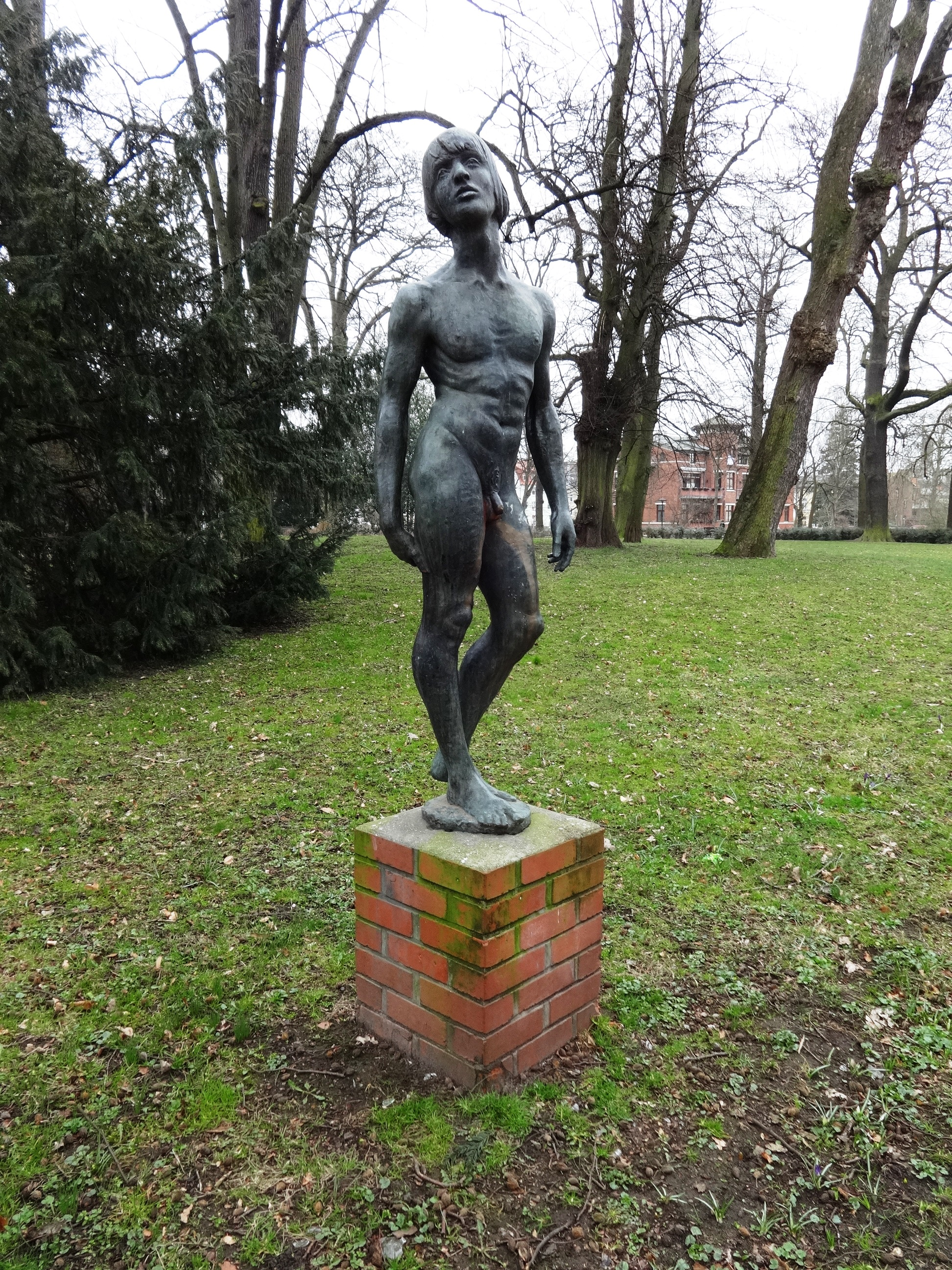
Lindengarten mit Skulptur Metamorphose

Wismar wurde im Mittelalter ein wichtiges Mitglied der Hanse.
Ein Gebiet südlich der Altstadt wurde erst nach Abbau der Festung Wismar bebaut. Ab 1869 bis um 1903 wurden Mauern, Türme und Tore der noch bestehenden Stadtmauer abgerissen, um die Stadtentwicklung auch nach Osten zu verbessern. Stehen blieb der Alte Wasserturm, ursprünglich ein Wehrturm.
Nach dem Einebnen der Wälle und Gräben entstanden in der Gründerzeit nach 1870 in einem Bereich Teile der Straße mit neuen Häusern. 1903 erfolgte nach Abriss der Stadtmauer im Bereich am Lindengarten eine Erweiterung der Straße und deren weitere Bebauung.
Im Bereich von der Rostocker Straße bis zur Gerberstraße steht auf der geteilten Straße ein denkmalgeschütztes Gebäude. Östlich wird die Straße von einer Grünanlage, dem Lindengarten, begleitet.

## Gebäude, Anlagen (Auswahl)
An der Straße stehen zumeist einseitig zwei- bis dreigeschossige Wohnhäuser. Die mit (D) gekennzeichneten Häuser stehen unter Denkmalschutz.
- Grünanlage Lindengarten von 1815 (D) mit dem Mühlenbach, der den Mühlenteich mit der Mühlengrube und der Ostsee verbindet; im Park befindet sich die bronzene Skulptur Metamorphose von Horst Brühmann. Die Denkmalbüste für Fritz Reuter vom Bildhauer Hermann Zimmermann wurde 1988 vor die Reuter-Schule in die Dahlmannstraße versetzt.
- Nr. 1: 3-gesch. Wohnhaus von 1864 (D) nach Plänen von Heinrich Thormann, später zeitweise Offizierskasino
- Nr. 2–8: 2-gesch. Wohnhäuser
- Nr. 7: 3-gesch. Wohn- und Geschäftshaus mit Restaurant Am Wasser und Ferienwohnung
- Alter Wasserturm von um 1632 (D), 1685 Umbau des Wehrturmes zum Wasserturm, der bis 1873 funktionierte.
- Nr. 17: Haus mit Treff im Lindengarten (TiL) im Rahmen des Programms Soziale Stadt
- Nr. 18–30: 2- und 3-gsch. Wohnhäuser
  - Nr. 28: Haus- und Grundbesitzerverein Wismar
- Mühlenstraße Nr. 32 / Ecke Bauhofstraße: 3-gesch. Gebäude, ehem. Provianthaus von 1698 (D), Umbauten und Sanierungen von 1750, 1882, 1947 und 1995 als Packhaus, Kornspeicher, Kaserne, Poliklinik und Arbeitsamt; heute mit Pflegezentrum, Apotheke am Lindengarten und Praxen.

### Denkmale
- Skulptur Metamorphose vom Bildhauer Horst Brühmann im Lindengarten